# Microserica fascigera
Microserica fascigera är en skalbaggsart som beskrevs av Moser 1911. Microserica fascigera ingår i släktet Microserica och familjen Melolonthidae. Inga underarter finns listade i Catalogue of Life.